# أليكس ويت
أليكس ويت (بالإنجليزية: Alex Witt)‏ هي صحفية أمريكية، ولدت في 9 أبريل 1961 في لوس أنجلوس في الولايات المتحدة.